# Vinicio Sofia
Vinicio Sofia (Corleone, 13 novembre 1907 – Roma, 30 dicembre 1982) è stato un attore e doppiatore italiano.

## Biografia
Il suo primo film fu Camicia nera (1933), diretto da Giovacchino Forzano. Piccolo, tozzo, dal volto grosso ed espressivo, e la voce sottile e insinuante, a partire dalla metà degli anni quaranta Vinicio Sofia sarebbe divenuto uno dei più validi e riconoscibili caratteristi del nostro cinema, soprattutto accanto a Totò: tra le diverse pellicole ricordiamo Fifa e arena (1948), nella parte del manager del torero Paquito, Totò al Giro d'Italia, (1948), nella parte del cuoco e Un turco napoletano (1953), nella parte del vero turco, tutti e tre diretti da Mario Mattoli. Ma lavorò anche con Alberto Sordi in Ladro lui, ladra lei (1957) di Luigi Zampa, e Macario in L'innocente Casimiro (1948) di Carlo Campogalliani.
Lavorò soprattutto come doppiatore, grazie alla sua voce contemporaneamente roca e acuta, particolarmente duttile, quasi sempre in ruoli da caratterista. Diede la sua voce ad attori come James Whitmore, Andy Devine, Jack Carson, Slim Pickens, William Conrad e Eddie Cantor.
Interpretò anche personaggi del cinema d'animazione Disney: Compare Orso ne I racconti dello zio Tom (doppiaggio originale), l'araldo in Cenerentola (doppiaggio originale), il Carpentiere e Pinco Panco in Alice nel Paese delle Meraviglie (1951), Spugna ne Le avventure di Peter Pan (doppiaggio originale) ed Orazio ne La carica dei cento e uno (1961).

## Filmografia

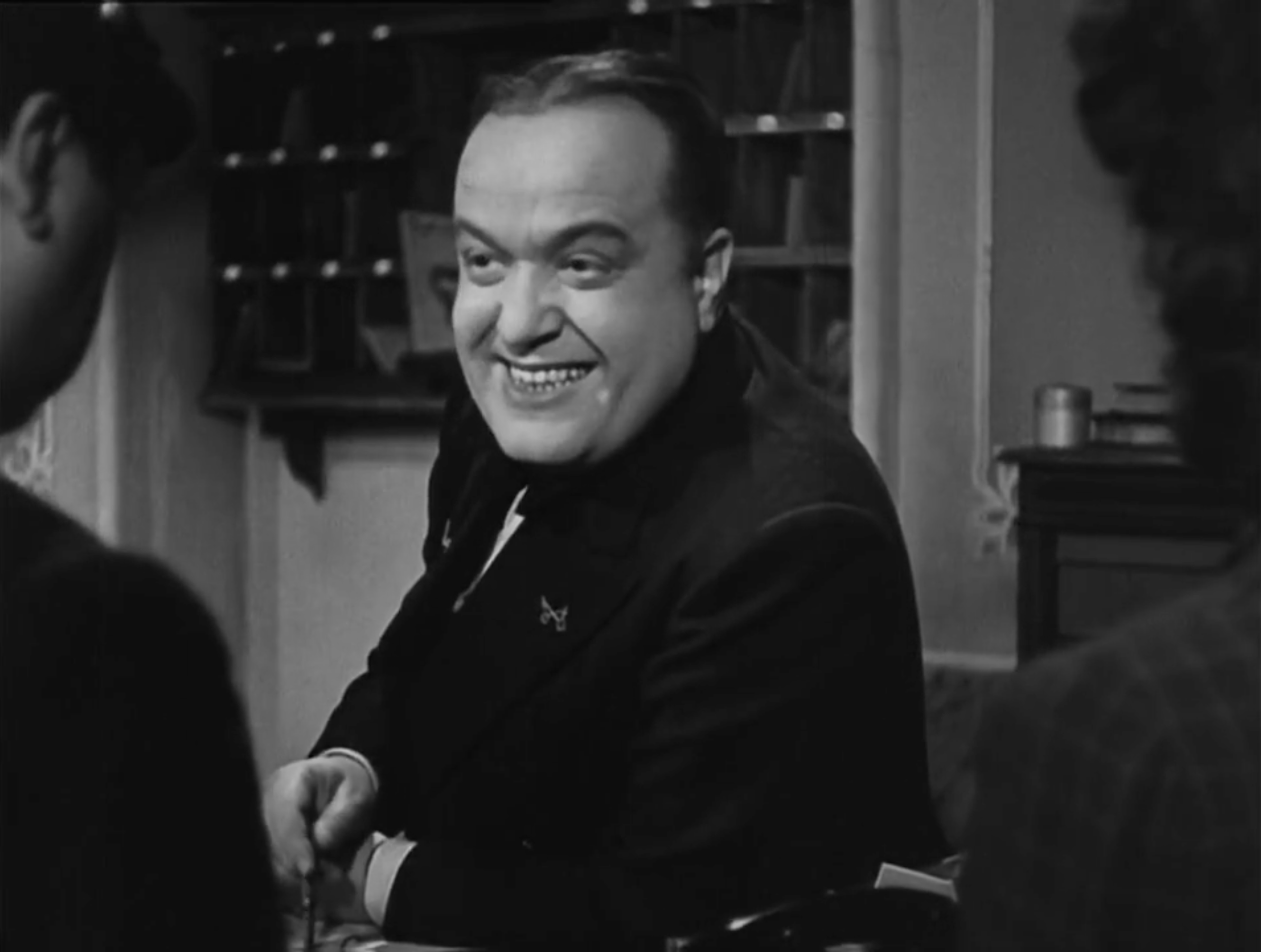
Vinicio Sofia nel film Avanti c'è posto... (1942)

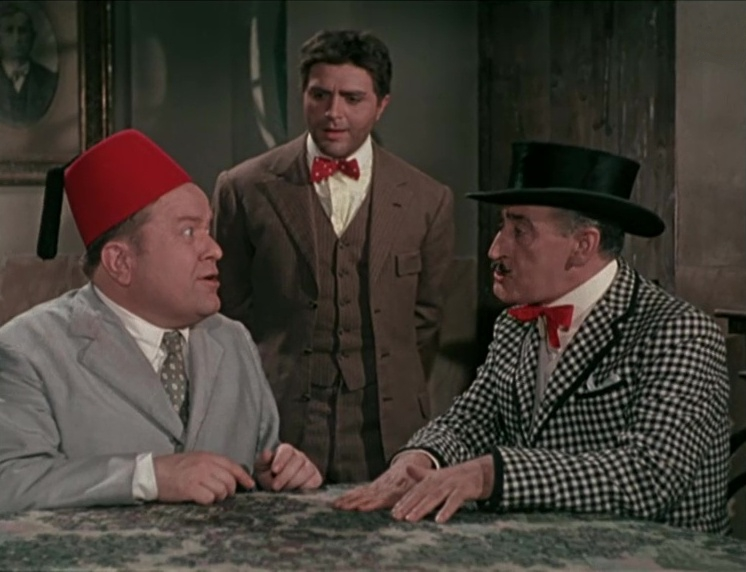
Vinicio Sofia con Totò e Aldo Giuffré nel film Un turco napoletano (1953)

Vinicio Sofia nel film Siamo uomini o caporali (1955)

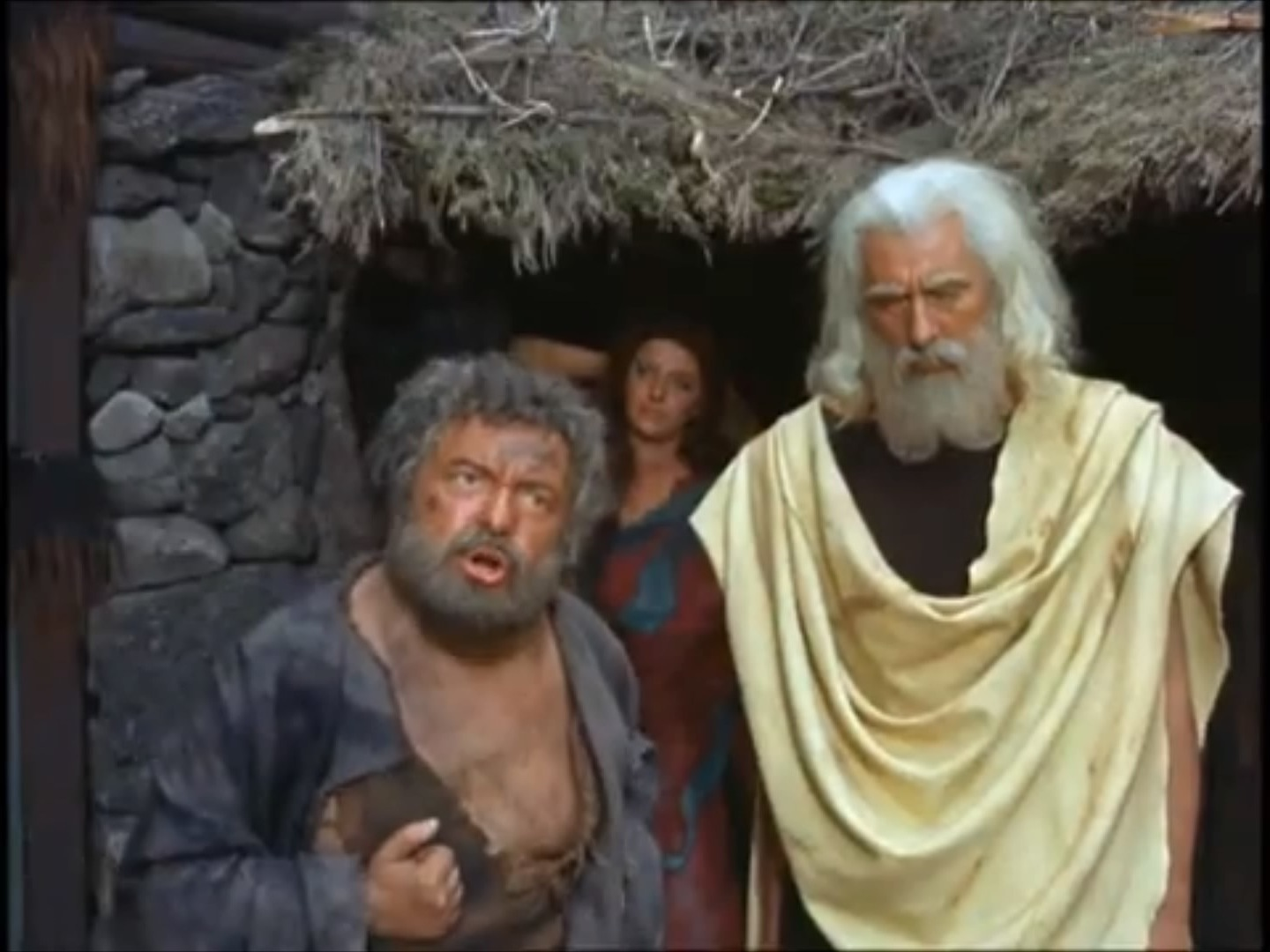
Vinicio Sofia (a sinistra) nel film I patriarchi (1964)

- Camicia nera, regia di Giovacchino Forzano (1933)
- L'avvocato difensore, regia di Gero Zambuto (1934)
- Teresa Confalonieri, regia di Guido Brignone (1934)
- La signora di tutti, regia di Max Ophüls (1934)
- Seconda B, regia di Goffredo Alessandrini (1934)
- Campo di maggio, regia di Giovacchino Forzano (1935)
- Darò un milione, regia di Mario Camerini (1935)
- Lorenzino de' Medici, regia di Guido Brignone (1935)
- L'aria del continente, regia di Gennaro Righelli (1935)
- Bertoldo, Bertoldino e Cacasenno, regia di Giorgio Simonelli (1936)
- Ginevra degli Almieri, regia di Guido Brignone (1936)
- Una donna tra due mondi, regia di Goffredo Alessandrini (1936)
- Ma non è una cosa seria, regia di Mario Camerini (1936)
- Il dottor Antonio, regia di Enrico Guazzoni (1937)
- La fossa degli angeli, regia di Carlo Ludovico Bragaglia (1937)
- Sono stato io!, regia di Raffaello Matarazzo (1937)
- Equatore, regia di Gino Valori (1938)
- Il conte di Bréchard, regia di Mario Bonnard (1938)
- Lo vedi come sei... lo vedi come sei?, regia di Mario Mattoli (1939)
- Uragano ai tropici, regia di Gino Talamo, Pier Luigi Faraldo (1939)
- Follie del secolo, regia di Amleto Palermi (1939)
- Non me lo dire!, regia di Mario Mattoli (1940)
- Ragazza che dorme, regia di Andrea Forzano (1940)
- Sei bambine e il Perseo, regia di Giovacchino Forzano (1940)
- Don Buonaparte, regia di Flavio Calzavara (1941)
- Caravaggio, il pittore maledetto, regia di Goffredo Alessandrini (1941)
- Il re d'Inghilterra non paga, regia di Giovacchino Forzano (1941)
- Villa da vendere, regia di Ferruccio Cerio (1941)
- Stasera niente di nuovo, regia di Mario Mattoli (1942)
- La maestrina, regia di Giorgio Bianchi (1942)
- Avanti c'è posto..., regia di Mario Bonnard (1942)
- Il fanciullo del West, regia di Giorgio Ferroni (1943)
- Non mi muovo!, regia di Giorgio Simonelli (1943)
- Macario contro Zagomar, regia di Giorgio Ferroni (1943)
- La fornarina, regia di Enrico Guazzoni (1944)
- Vietato ai minorenni, regia di Mario Massa (1944)
- La contessa Castiglione, regia di Flavio Calzavara (1944)
- L'innocente Casimiro, regia di Carlo Campogalliani (1945)
- Circo equestre Za-bum, regia di Mario Mattoli (1945)
- Un mese d'onestà, regia di Domenico Gambino (1947)
- Totò al Giro d'Italia, regia di Mario Mattoli (1948)
- Fifa e arena, regia di Mario Mattoli (1948)
- Signorinella, regia di Mario Mattoli (1949)
- Il bacio di una morta, regia di Guido Brignone (1949)
- Fabiola, regia di Alessandro Blasetti (1949)
- Il ladro di Venezia, regia di John Brahm (1950)
- Il vedovo allegro, regia di Mario Mattoli (1950)
- Tototarzan, regia di Mario Mattoli (1950)
- Mamma mia, che impressione!, regia di Roberto Savarese (1951)
- Le avventure di Mandrin, regia di Mario Soldati (1951)
- Accidenti alle tasse!!, regia di Mario Mattoli (1951)
- I morti non pagano tasse, regia di Sergio Grieco (1952)
- Un turco napoletano, regia di Mario Mattoli (1953)
- Bertoldo, Bertoldino e Cacasenno, regia di Mario Amendola (1954)
- Siamo uomini o caporali, regia di Camillo Mastrocinque (1955)
- Ladro lui, ladra lei, regia di Luigi Zampa (1957)
- Scandali al mare, regia di Marino Girolami (1961)
- Il trionfo di Robin Hood, regia di Umberto Lenzi (1962)
- Le motorizzate, regia di Marino Girolami (1963)
- I patriarchi, regia di Marcello Baldi (1964)
- Lo scippo, regia di Nando Cicero (1965)
- Siamo tutti in libertà provvisoria, regia di Manlio Scarpelli (1971)
- Le mille e una notte... e un'altra ancora!, regia di Enrico Bomba (1972)

## Prosa radiofonica Rai
- Ma non è una cosa seria, di Luigi Pirandello, regia di Anton Giulio Majano, trasmessa il 10 gennaio 1955
- Don Chisciotte, di Cervantes, regia di Nino Meloni, trasmessa il 10 gennaio 1957
- Amphitryon, di Moliere, regia di Vittorio Sermonti, trasmessa il 8 aprile 1959
- Incontri in una stazione di provincia, radiodramma di Paolo Levi, regia di Gian Domenico Giagni, trasmessa il 11 giugno 1959.

## Prosa televisiva Rai

Vinicio Sofia (a sinistra) in una scena di Biblioteca di Studio Uno (1964) con Lucia Mannucci e Virgilio Savona

- La sera del sabato, commedia di Guglielmo Giannini, regia di Anton Giulio Majano, trasmessa il 25 febbraio (1955)
- Il potere e la gloria, regia di Luigi Squarzina e Guglielmo Morandi (1955)
- Gli interessi creati, commedia di Giacinto Benavente, regia di Guglielmo Morandi, trasmessa il 22 aprile (1955)
- Don Buonaparte, regia di Guglielmo Morandi, (1956)
- La bisbetica domata, di William Shakespeare, regia di Daniele D'Anza, ottobre (1958)
- Le avventure di Nicola Nickleby, regia di Daniele D'Anza (1958)
- Un gentiluomo nell'imbarazzo, episodio di Aprite: polizia!, regia di Daniele D'Anza (1958)
- L'isola del tesoro, sceneggiato di Anton Giulio Majano, (1959)
- Il tricheco, regia di Alberto Gagliardelli (1960)
- M.T. Milizia territoriale, regia di Claudio Fino, trasmessa il 15 gennaio (1960)
- Lo schiavo impazzito, regia di Mario Lanfranchi, trasmessa il 11 novembre (1960)
- Occhio al pollo, di Lorenzo Ruggi regia di Alessandro Brissoni (1960)
- Moneta falsa, regia di Giancarlo Galassi Beria, (1960)
- I Civitoti in pretura, regia di Enrico Fulchignoni (1961)
- Una colazione dal maresciallo della nobiltà, regia di Alessandro Brissoni (1961)
- Tutto a posto in casa Bennett, regia di Claudio Fino (1961)
- Una partita a carte con lo zio Tom, di Robert Cedric Sherriff regia di Enrico Colosimo (1962)
- Aladini, regia di Vito Molinari (1962)
- Le inchieste del commissario Maigret, episodio La vecchia signora di Bayeux, regia di Mario Landi (1966)
- Memorandum, regia di Enrico Colosimo, trasmessa sul Secondo programma il 15 febbraio 1969.
- Oplà, noi viviamo, regia di Marco Leto (1972)
- Gastone, di Ettore Petrolini, regia di Maurizio Scaparro, trasmessa il 9 settembre (1977)

## Doppiaggio

### Film cinema
- Mimmo Poli in Poveri milionari, Romolo e Remo, Squadra antiscippo, Squadra antifurto, Il figlio dello sceicco, Squadra antitruffa, La banda del trucido
- James Whitmore in Giungla d'asfalto, Il prezzo del dovere, Baciami Kate!, Bastogne, Da quando sei mia, I fratelli senza paura, Il prezzo del dovere
- Andy Devine in Giulietta e Romeo, Zona torrida, La conquista del West
- Dub Taylor in Cacciatori di frontiera, Vento caldo
- Billy Bevan in Il ritratto di Dorian Gray, Il dottor Jekyll e Mr. Hyde
- Billy Gilbert in Il grande dittatore
- Tito Vuolo in A qualcuno piace caldo
- Leopoldo Trieste in Il coraggio, Il moralista
- Lewis Charles in Come ingannare mio marito
- Red Skelton in Il giro del mondo in 80 giorni
- Hal Smith in L'appartamento, La carica delle mille frecce
- Alan Lee in La finestra sul cortile, Gli amanti dei 5 mari
- Richard Erdman in Gardenia blu
- Joel Fluellen in La legge del Signore
- Ralf Wolter in Uno, due, tre!
- John Harmon in i tre sceriffi
- Henry Letondal in Il magnifico scherzo
- Kurt Zips in Per qualche dollaro in più
- Byron Foulger in I tre moschettieri
- Wilson Bourg Jr. in Bandiera gialla
- Ted Healy in San Francisco
- Judson Pratt in Soldati a cavallo
- Nick Stewart in I racconti dello zio Tom
- William Challee in Destinazione Tokio
- Charles Cane in Solo chi cade può risorgere
- Laird Cregar in Situazione pericolosa
- Charles Watts in Un amore splendido
- Cliff Nazarro in L'inarrivabile felicità
- Paolo Panelli in La moglie è uguale per tutti
- Mort Marshall in Il calice d'argento
- S.Z. Sakall in L'uomo meraviglia
- Ray Walker in La città del piacere
- Alexander Gauge in La sottana di ferro
- Ben Blue in Due ragazze e un marinaio
- Harry Morgan in La casa da tè alla luna d'agosto, Cimarron
- Joseph Mell in Dietro lo specchio
- Yutaka Sada in I misteriani
- Stanley Adams in Atomicofollia
- Peter Whitney in La ballata di Cable Hogue
- Dan Seymour in Duello sulla Sierra Madre
- Howard Freeman in La ninfa degli antipodi
- Charles Williams in La vita è meravigliosa
- Alex Frazer in Gli uomini preferiscono le bionde
- Hans Stiebner in Il dottor Crippen è vivo!
- Dick Wessel in Un giorno a New York
- James Bush in Arcipelago in fiamme
- Keenan Wynn in Carovana di fuoco
- Stubby Kaye in Bulli e pupe, Il villaggio più pazzo del mondo
- Joseph J. Greene in La tragedia del Rio Grande
- Donald Kerr in Aprile a Parigi
- Nando Angelini in Il maestro di Vigevano
- William Phillips in Mezzogiorno di fuoco
- O.Z. Whitehead in La jena di Oakland
- Phil Chambers in L'assedio di fuoco
- Robert Nichols in Appuntamento fra le nuvole
- Morey Amsterdam in La legge del mitra
- Frank Kumagai in Okinawa
- Hugh O'Connell in Le mie due mogli
- Brad Dexter in 14ª ora
- Totò Mignone in Tipi da spiaggia
- Raymond Cordy in La bella brigata
- Giovanni Petrucci in Io sono il Capataz
- Claude Akins in La guida indiana
- Robert McKenzie in C'era una volta un piccolo naviglio
- Benny Baker in L'ispettore generale
- Enrico Marciani in I 2 vigili, Il magnate
- Antoine Marin in L'ala o la coscia?

### Film d'animazione
- Imbonitore #4 in Pinocchio
- Araldo in Cenerentola (doppiaggio originale)
- Il Carpentiere e Pinco Panco in Alice nel Paese delle Meraviglie
- Spugna ne Le avventure di Peter Pan (doppiaggio originale)
- Orco Porco delle Ghiande ne Le 13 fatiche di Ercolino
- Romoletto in Asterix il gallico
- Primo Ministro in Heidi diventa principessa
- Orazio in La carica dei cento e uno[1]